# Bailleul (Henegouwen)
Bailleul is een dorp in de Belgische provincie Henegouwen en een deelgemeente van de Waalse gemeente Estaimpuis.

## Geschiedenis
Oude vermeldingen van het toponiem gaan terug tot de 9de eeuw als Baliolo, afkomstig van het Latijnse "baliolum", een paal, bij uitbreiding een omheining of omheinde plaats.
Net als Estaimpuis en de andere omliggende dorpen behoorde het oorspronkelijk tot het Nederlandse taalgebied maar raakte in de loop der jaren verfranst.
Bailleul was een zelfstandige gemeente tot die bij de gemeentelijke herindeling van 1977 toegevoegd werd aan de gemeente Estaimpuis.

## Demografische ontwikkeling
- Bron: NIS; Opm:1831 t/m 1970=volkstellingen; 1976 = inwoneraantal op 31 december

## Bezienswaardigheden
- De Sint-Amanduskerk (Église Saint-Amand). Deze kerk stamt uit de 13e-14e en 15e-16e eeuw. Het uiterlijk van de toren is van 1772. Ook werden er later neogotische elementen aangebracht. De kerk is opgetrokken uit kalksteen.

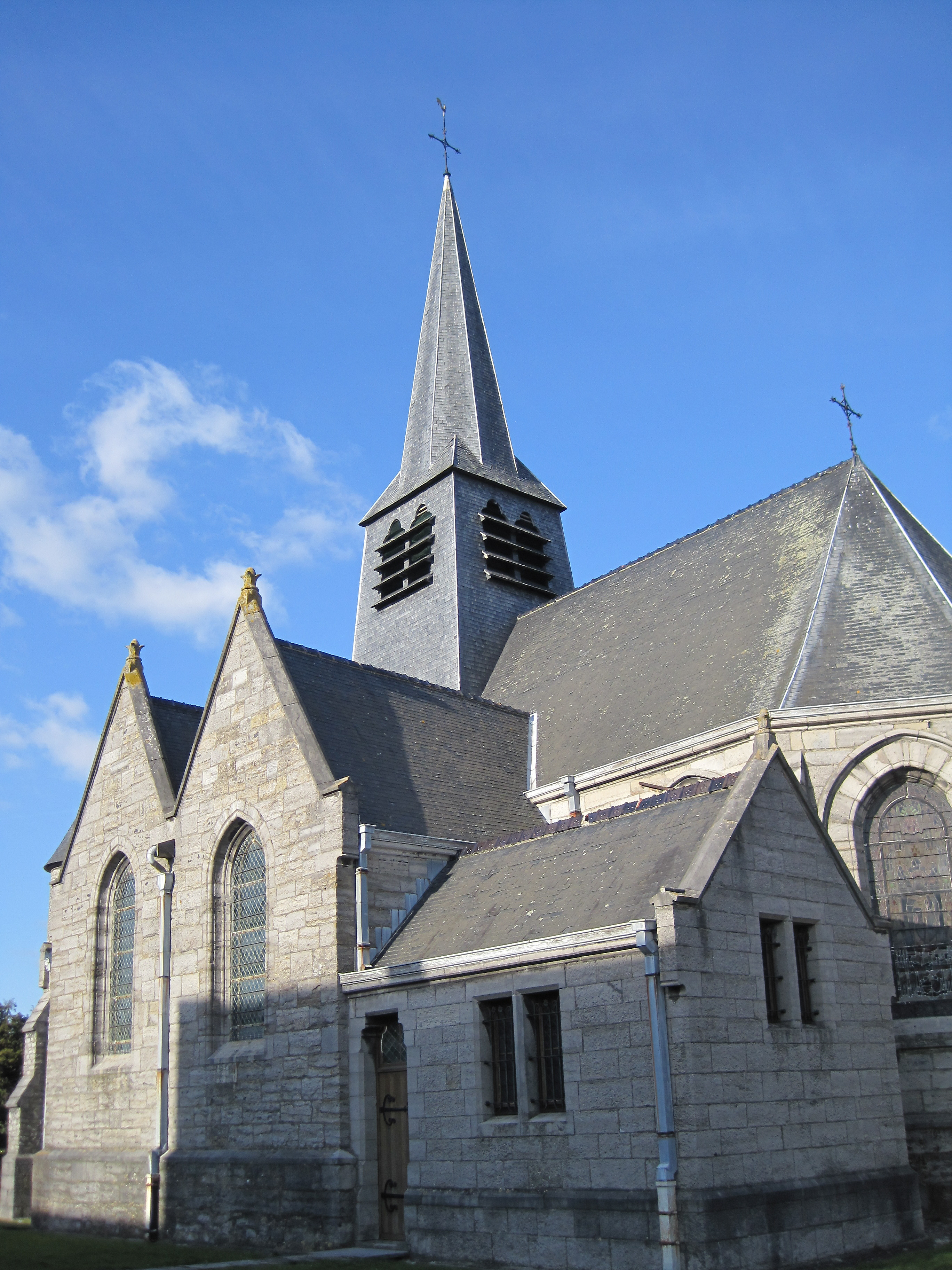
Église Saint-Amand

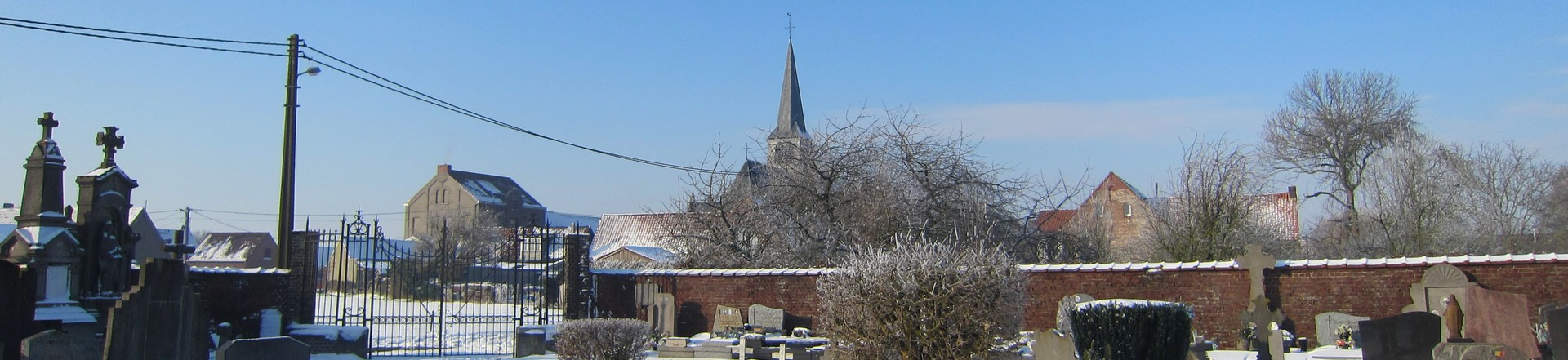
Panoramafoto van Bailleul

## Natuur en landschap
Bailleul ligt aan de Rieu de la Truelle. De hoogte bedraagt ongeveer 20 meter.

## Politiek
Bailleul had een eigen gemeentebestuur en burgemeester tot de fusie van 1977. Burgemeester waren:
- 1796-1802 : Charles Ferdinand Duchâtelet
- 1803-1834 : Raphaël Bousmar
- 1834-1866 : Louis Joseph Bousmar
- 1866-1884 : Louis Joseph Devernay
- 1885-1887 : Louis Adolphe Joseph du Bus
- 1887-1907 : Charles Joseph Échevin
- 1909-1915 : Charles Mille
- 1915-1921 : Louis Joseph Échevin-Picavet (dienstdoen)
- 1921-... : Louis Joseph Échevin-Picavet
- 1946-1976 : Marcel Cossement

## Nabijgelegen kernen
Estaimbourg, Pecq, Ramegnies-Chin